# Kiwibukta
Die Kiwibukta (norwegisch für Kiwibucht) ist eine kleine Bucht an der Ostküste der antarktischen Peter-I.-Insel. Sie liegt zwischen dem Michajlovodden und dem nordöstlichen Ende der Wostok-Küste.
Wissenschaftler des Norwegischen Polarinstituts benannten sie nach dem grünlichen Seewasser der Bucht, das in seiner Färbung an diejenige einer Kiwifrucht erinnert.